# Galin Tihanov
Galin Vassilev Tihanov (bulgarisch Галин Василев Тиханов; geboren 12. Juni 1964 in Lowetsch) ist ein bulgarisch-britischer Literaturwissenschaftler.

## Leben
Galin Tihanov machte das Abitur am Fremdsprachengymnasium in Lowetsch und leistete seinen Militärdienst. Er studierte Anglistik, Slawistik und Literaturwissenschaften an der Universität Sofia und wurde 1996 in Bulgarischer Literatur promoviert. 1995 ging er ins Vereinigte Königreich und wurde 1998 ein zweites Mal an der Universität Oxford mit einer Dissertation über George Lukács und Michail Bachtin promoviert. Tihanov lehrte an der Universität Lancaster und wechselte 2007 als Professor für Komparatistik und Ideengeschichte an die Universität Manchester. Seit 2011 ist er Professor für Komparatistik am Queen Mary College der University of London.

## Schriften (Auswahl)
- Craig Brandist, Galin Tihanov (Hrsg.): Materializing Bakhtin: the Bakhtin circle and social theory. Houndmills: Palgrave, 2000
- The master and the slave: Lukács, Bakhtin, and the ideas of their time. Oxford: Clarendon Press, 2000
- (Hrsg.): The Bakhtin Circle: In the Master’s Absence. Manchester: Manchester University Press, 2004
- Philip Payne, Graham Bartram, Galin Tihanov (Hrsg.): A Companion to the Works of Robert Musil. Rochester, NY: Camden House, 2007
- (Hrsg.): Gustav Shpet's contribution to philosophy and cultural theory. West Lafayette, Ind. : Purdue University Press, 2009
- (Hrsg.): Critical Theory in Russia and the West. London: Routledge, 2010
- Evgeny Dobrenko, Galin Tihanov (Hrsg.): History of Russian Literary Theory and Criticism: The Soviet Age and Beyond. Pittsburgh: University of Pittsburgh Press, 2011
- David Adams, Galin Tihanov (Hrsg.): Enlightenment Cosmopolitanism. Oxford: Legenda, 2011
- Bisera Dakova, Henrike Schmidt, Galin Tihanov, Ludger Udolph (Hrsg.): Die bulgarische Literatur der Moderne im europäischen Kontext. Zwischen Emanzipation und Selbststigmatisierung? München 2013
- The Birth and Death of Literary Theory: Regimes of Relevance in Russia and Beyond. Stanford: Stanford University Press, 2019
- Graham Bartram, Sarah McGaughey and Galin Tihanov (Hrsg.): A companion to the works of Hermann Broch. Rochester: Camden House, 2019
- Dieter Lamping, Galin Tihanov (Hrsg.): Vergleichende Weltliteraturen : DFG-Symposion 2018 = Comparative World Literatures. Unter Mitwirkung von Matthias Bormuth. Berlin: J.B. Metzler 2019
- (Hrsg.): Universal Localities : The Languages of World Literature. Berlin: Springer, 2022